# Bonnie Newman
Bonnie Newman, née Cynthia Jeanne Bowers le 2 juin 1945 à Lawrence (Massachusetts), est une femme politique américaine qui a été du 3 février au 12 février 2009 désignée par le gouverneur Lynch pour succéder à Gregg nommé secrétaire au commerce afin de le remplacer au Sénat. 
Le 12 février, Gregg a annoncé qu'il renonçait à entrer dans l'administration Obama à la suite de divergences concernant le plan de relance du président américain. 